# Hermann Willeke

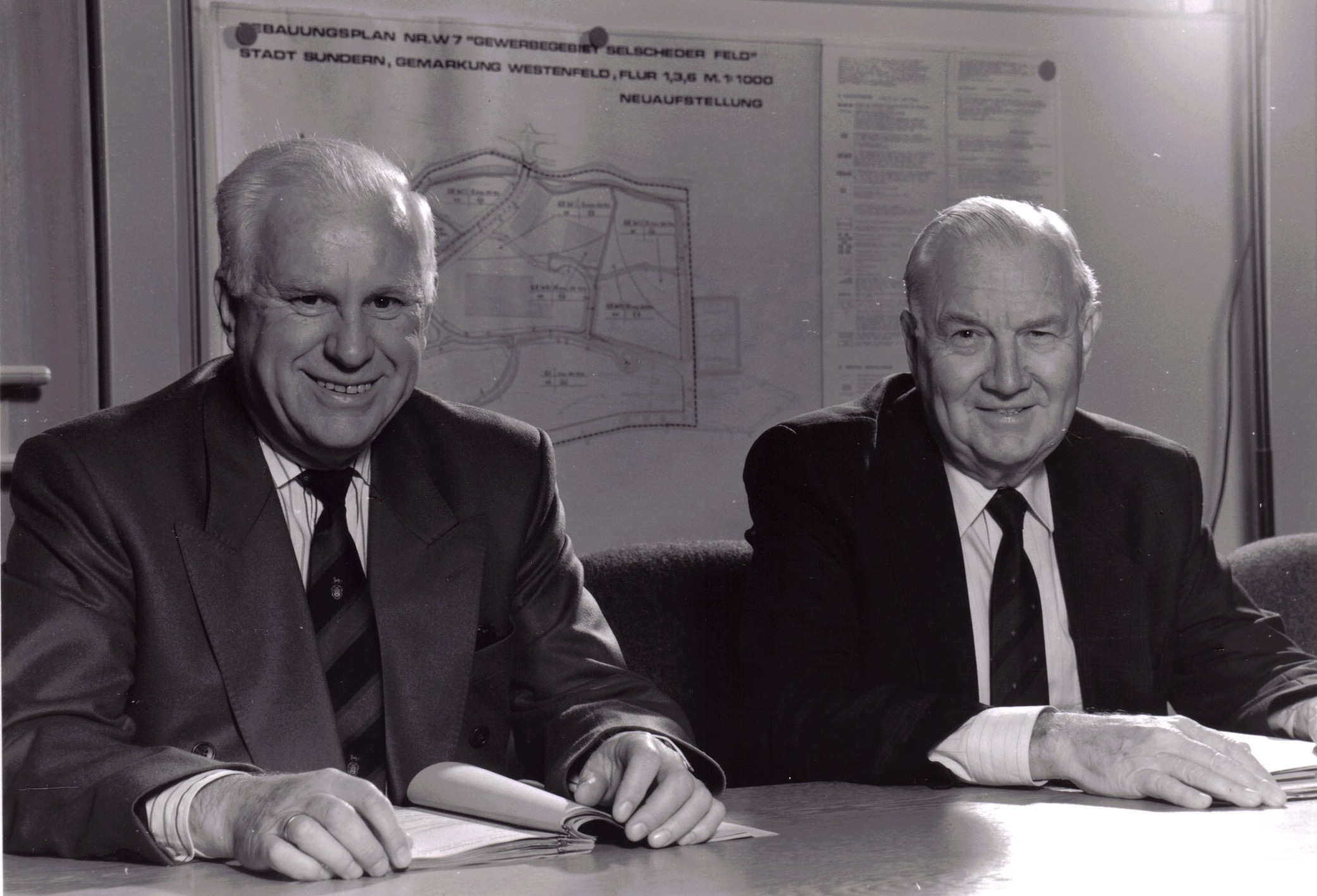
Hermann Willeke (rechts) mit Franz-Josef Tigges (links)

Hermann Willeke (* 19. Oktober 1929 in Sundern-Hagen; † 27. September 2017) war ein deutscher Verwaltungsbeamter und Kommunalpolitiker der CDU in Sundern.

## Leben
Er wurde als zweiter Sohn von Friseurmeister Bruno Willeke und Johanna Willeke geboren. Nach der Mittleren Reife an der Realschule Sundern begann er 1948 seine Verwaltungslehre bei der Amtsverwaltung Sundern. Von 1948 bis 1994 war er im Dienst des Amtes und später der Stadt Sundern. Lediglich von 1966 bis Ende 1969 war er nicht in Sundern, sondern Leiter der Hauptabteilung der Kreisverwaltung Olpe.
Im Februar 1970 kam er zurück nach Sundern und hatte – ab Februar 1971 als Amtsdirektor – die Aufgabe, im Rahmen der kommunalen Neugliederung des Landes Nordrhein-Westfalen die Stadt Sundern aus 19 Gemeinden zu gründen und im Folgenden wesentliche Elemente einer städtischen Infrastruktur zu schaffen. Hierzu gehörte insbesondere das Schulzentrum mit Sporthallen, Schwimmbad und die Gründung des Städtischen Gymnasiums. Auch der Umbau der alten Firma Maybaum in ein neues, der Größe der Stadt angepasstes Rathaus sowie der anschließende Umzug der Stadtverwaltung dorthin war ein Meilenstein seiner Tätigkeit.
Am 1. Januar 1975 wurde die kommunale Neugliederung vollzogen und die Stadt Sundern entstand. Hermann Willeke wurde am 23. Mai 1975 zum ersten Stadtdirektor der Stadt Sundern gewählt. Er blieb dies fast 20 Jahre bis zum Beginn seines Ruhestandes am 1. Oktober 1994. Bei seiner Verabschiedung bekam er – als bisher einziger Bürger der Stadt Sundern – auf Beschluss des Rates durch Bürgermeister Franz-Josef Tigges den Ehrenring der Stadt Sundern verliehen.
Darüber hinaus war Hermann Willeke in zahlreichen Vereinen und Initiativen weit über seine aktive Dienstzeit hinaus tätig. So war er z. B. nach seiner Amtszeit noch 5 Jahre Mitglied des Kreistags des Hochsauerlandkreises für die CDU, bei der er ab 1958 Mitglied war. Weiterhin war er maßgeblich an der Gründung des „Vereins Altenhilfe e.V.“ beteiligt und hat als dessen Vorsitzender an dem Um- und Ausbau des alten Rathauses in das heutige „Seniorenhaus St. Franziskus“ mitgewirkt. Bis 2014 war er 37 Jahre, davon 10 Jahre als Vorsitzender, im Vorstand des Trägervereins Sauerlandklinik, eine der größten Spezialkliniken für Multiple Sklerose in der Bundesrepublik Deutschland, tätig.
Willeke hatte zwei Töchter und zwei Söhne, von denen der ältere der beiden Klaus-Rainer Willeke bei den Kommunalwahlen in Nordrhein-Westfalen 2020 als unabhängiger Bürgermeisterkandidat von Sundern antrat und zum Bürgermeister gewählt wurde.

## Belege
1. 1 2 3 4 5 6  Hermann Willeke verstorben, wp.de, 29. September 2017
2. ↑  Am 1. November 2015 jährt sich der Gründungstag der Stadt Sundern zum 40. Mal, Interview mit einem Gründer (Seite nicht mehr abrufbar, festgestellt im Juni 2025. Suche in Webarchiven)  Info: Der Link wurde automatisch als defekt markiert. Bitte prüfe den Link gemäß Anleitung und entferne dann diesen Hinweis., Woll, Magazin für Sundern und Umgebung, Dezember 2014, S. 9
3. 1 2  Zusammenführung. 15. Oktober 2017, ehemals im Original (nicht mehr online verfügbar); abgerufen am 26. April 2020. (Seite nicht mehr abrufbar. Suche in Webarchiven)
4. ↑  Hermann Willeke: Die Entstehung der Stadt Sundern 1975. In: Verein "700 Jahre Sundern - Freiheit und Kirche e.V. (Hrsg.): 700 Jahre Sundern Freiheit und Kirche. Band 1. Sundern Oktober 2009, S. 305 ff.
5. ↑  EHRUNG FÜR HERMANN WILLEKE: Seit 50 Jahren CDU-Parteibuch (Seite nicht mehr abrufbar, festgestellt im Juni 2025. Suche in Webarchiven)  Info: Der Link wurde automatisch als defekt markiert. Bitte prüfe den Link gemäß Anleitung und entferne dann diesen Hinweis., wr.de, 24. Januar 2008
6. ↑  Matthias Schäfer: Trägerverein der Sauerland-Klinik wählt Stefan Voss in Vorsitz. In: Westfalenpost. Funke Mediengruppe, 31. Mai 2014, abgerufen am 26. April 2020.
7. ↑  GEDENKFEIER: Die Stadt würdigt Hermann Josef Willeke, wp.de, 16. Oktober 2017
8. ↑  Todesanzeige, WAZ.de, 27. September 2017
9. ↑  Hagens Ortsvorsteher tritt als Unabhängiger an: Klaus-Rainer Willeke ist erster Kandidat für die Bürgermeisterwahl in Sundern 2020, Sauerlandkurier, 2. Oktober 2019
10. ↑  Stichwahl in Sundern: Klaus-Rainer Willeke wird neuer Bürgermeister - "fulminantes Ergebnis"Sauerlandkurier vom 27. September 2020, abgerufen am 1. Oktober 2020

| Personendaten    | Personendaten                                      |
| ---------------- | -------------------------------------------------- |
| NAME             | Willeke, Hermann                                   |
| KURZBESCHREIBUNG | deutscher Verwaltungsbeamter und Kommunalpolitiker |
| GEBURTSDATUM     | 19. Oktober 1929                                   |
| GEBURTSORT       | Sundern-Hagen                                      |
| STERBEDATUM      | 27. September 2017                                 |